# La Chaise-Baudouin
La Chaise-Baudouin (pronuncia /la ʃɛz bodwɛ̃/ ) è un comune francese di 444 abitanti situato nel dipartimento della Manica nella regione della Normandia. Il nome di questo comune (nei testi latini Casa Balduini) significa la casa di Baldovino, con riferimento al principe normanno Baldovino di Mosles, cugino di Guglielmo il Conquistatore, duca di Normandia, nell'XI secolo.
Gli abitanti sono chiamati les Chaiserons (pronuncia /le ʃɛzʁɔ̃:/).

## Società

### Evoluzione demografica
Abitanti censiti